# Pseudacris brimleyi
Pseudacris brimleyi is een kikker uit de familie boomkikkers (Hylidae). De wetenschappelijke naam van de soort werd voor het eerst gepubliceerd door Bartholomew Brandner Brandt en Charles Frederic Walker in 1933. De soort is ook wel in het geslacht Hyla geplaatst, waardoor de verouderde naam Hyla brimleyi vaak wordt gebruikt in de literatuur.

## Uiterlijke kenmerken
De lichaamslengte is tot ongeveer drie centimeter, vrouwtjes worden groter tot 3,5 cm. De lichaamskleur is bladbruin; de kikker leeft tussen de bladeren en de camouflage is hierop aangepast. De basiskleur is bruin met lichtere of juist iets donkere streep-achtige vlekken op de rug. Kenmerkend is de brede donkerbruine tot zwarte oogstreep die over de flank loopt. Deze begint bij de neuspunt en eindigt vlak voor de achterpoot. De bovenlip is geel tot wit, net zoals de buik en onderzijde van de poten, maar hieronder zit aan ieder zijkant van de snuit een donkere, dunne streep. De buik heeft vaak kleine, bruine vlekjes en de huid van deze soort is gladder dan veel andere boomkikkers. Een ander kenmerk is het juist ontbreken van een donkere, driehoekige vlek tussen de ogen op de kop, bij sommige andere soorten met een overlappend verspreidingsgebied is dit juist een belangrijk kenmerk bij de determinatie.

## Verspreiding en habitat
Pseudacris brimleyi leeft in Noord-Amerika en komt endemisch voor in de Verenigde Staten. De soort is aangetroffen in de staten Virginia en oostelijk Georgia, echter alleen in de kuststreken van deze staten. Het is een actieve soort die bij voorkeur leeft in laaglanden en bossen, en natte open gebieden als moerassen. Pseudacris brimleyi wordt altijd in de buurt van water aangetroffen, zoals poelen, beekjes en meren. De soort behoort tot de boomkikkers maar leeft voornamelijk op de bodem tussen de bladeren.

## Levenswijze
Het voedsel bestaat uit allerlei ongewervelden die gevangen worden in struiken en bomen en op de bodem in de strooisellaag. Het paarseizoen begint bij deze soort al vroeg in de lente; de mannetjes zijn een van de eerste soorten die gaan kwaken in de streken waar ze voorkomen. De tot 300 eitjes worden afgezet in ondiepe delen van meestal permanente wateren in bossen en moerassen, maar ook kleinere wateren als greppels en vennetjes. De eitjes worden door de vrouwtjes vastgemaakt aan onderwaterplanten of ondergedoken plantenwortels of takken. Vijanden zijn verschillende roofdieren zoals slangen.